# 풍미인간
《풍미인간》(중국어 간체자: 风味人间, 정체자: 風味人間, 병음: Fēng wèi rén jiān 펑웨이런젠[*])은 2018년부터 방송중인 중국의 다큐멘터리이다.